# Майкл О'Колен
Майкл Шон О'Ко́лен (ірл. Mícheál Seán Ó Coileáin, в англонізованому варіанті — Майкл «Майк» Джон Ко́ллінз англ. Michael John (Mick) Collins; нар. 16 жовтня 1890, біля Клок на Кельт, графство Корк, Сполучене Королівство Великої Британії та Ірландії — пом. 22 серпня 1922, Бел на Блет, графство Корк, Ірландська Республіка) — ірландський військовий, державний і політичний діяч, лідер ірландського національно-визвольного руху, керівник тимчасового уряду Ірландської Вільної держави та командир-шеф Національної армії, міністр фінансів і міністр внутрішніх справ Ірландії, член Ірландського Республіканського Братства, генерал і керівник військової розвідки Ірландської республіканської армії, член партії Шинн Фейн.
За своє коротке життя Майкл О'Колен встиг стати учасником Великоднього повстання, як один із захисників поштампів, також узяв участь у Війні за незалежність Ірландії, яка, зокрема, завершилася й завдяки Майклу. Він був один з учасників ірландської делегації під час перемовин щодо Англо-ірландського договору зі створення Ірландської Вільної держави. Однак, через суперечки щодо цього договору між прихильниками О'Колена і противниками, зокрема, керівництвом Ірландської Республіканської Армії, Еймоном де Валера та Кахалом Бру розпочалася Громадянська війна, у якій  О'Колен загинув у віці 31 рік.

## Життєпис

### Перші роки

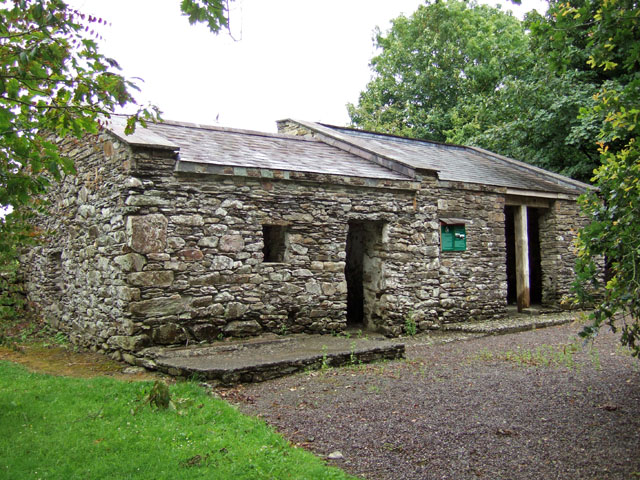
Будинок сім'ї О'Коленів.

Майкл Шон О'Колен народився 16 жовтня 1890 року у маленькому ірландському містечку Семс Кросс біля міста Клок на Кельт на заході графства Корк, Сполученого Королівства Великої Британії та Ірландії. Він був третім сином й наймолодшою дитиною у сім'ї. Його батько, якого також звали Майкл, у молодості був одним із представників руху феніанців, але через деякий час покинув рух і зайнявся фермерством. О'Колену-старшому було 59 років, коли він одружився з 23-річною Меріен О'Брайан.
Юнак виріс у дусі ірландського націоналізму. У п'ятирічному віці, у 1895 році Майкл пішов у початкову школу «Lisavaird National School». Хлопець проводив багато часу у кузні «Santry», яка знаходилася біля початкової школи, де Майк вчився. Там власник кузні, Джеймс Сентрі, розповідав хлопцю історії про боротьбу ірландського народу за незалежність. Також вчитель школи, Деніс Лайонс, який був членом Ірландського Республіканського Братства (ірл. Bráithreachas na Poblachta), також зіграв значну роль у патріотичному вихованні О'Колена.
З роками брати та сестри Майкла покинули батьківський будинок. У тому числі й його сестра, Ганна, яка поїхала у Лондон і влаштувалася працювати у поштовому відділені Трастового ощадного банку (англ. Trustee Savings Bank). Майк у той же час переїхав жити до своєї сестри Маргарет і її чоловіка й продовжував навчання, як хотіла його мати, Меріен. По завершенню школи, у свої 15 років, Майкл, як і багато ірландців того часу поїхав у Лондон, де провів наступні дев'ять з половиною років свого життя.
Як стверджують деякі дослідники біографії Майка, хлопець поселився у своєї сестри Ганни на Нетервуд Роад, 5 у Західному Кенсінґтоні (за іншими даними — Джоан). Хоч, інші біографи вважають, що Ганна та Майкл жили за різними адресами у Західному Лондоні, а на Нетервуд Роад майбутній ірландський лідер поселився 1914 року. У столиці О'Колен вчився у Королівському коледжі Лондону (англ. King's College London). Через рік, О'Колен-старший помер, коли його сину було 16 років. У лютому 1906 року О'Колен склав іспит на цивільну службу і був зарахований співробітником у поштову відділення Трастового ощадного банку у липні того ж року. У банку та інших приватних фінансових інститутах О'Колен працював до початку 1910 року. Згодом, один з найближчих знайомих Майка згодом згадував:
|   | Діловодство, яким Майкл займався в ощадному банку було доволі нудним і, переважно, пов'язаним з перевіркою та видачею дивідендних ордерів і журналів аудиту ощадних книжок, які мали вирушати у Західний Кенсінгтон кожного разу, коли знята сума перевищувала банківський ліміт. Робота була відносно проста, і Майкл освоїв її протягом декількох тижнів. Це неймовірно, що він займався цим протягом чотирьох років. Оригінальний текст (англ.) The clerical work to which Michael was assigned at the Savings Bank was routine and dull, mainly concerned with the checking and issue of dividend warrants and the periodical auditing of passbooks which had to be sent to West Kensington every time withdrawals exceeded a certain limit. The work was relatively simple, and Michael had mastered it within weeks. It is incredible that he stuck it out for four years. |
| — | |

У столиці імперії ірландець приєднався до місцевого відділення Гельської атлетичної асоціації (ірл. Cumann Lúthchleas Gael) задля того, щоб згодом вступити у націоналістичну таємну спілку — Ірландське Республіканське Братство. Вже через деякий час один з членів ІРБ, Семюель Магуайр, представив 19-річного Майка Братству. А у листопаді 1909 року Майк склав присягу члена Братства.

### Великоднє повстання
Через кілька років О'Колен продовжував підніматися кар'єрною драбиною й у 1915 році влаштувався працювати у лондонському офісі банку «Morgan Guaranty». У січні наступного, 1916 року, хлопець покинув банківську справу та повернувся на батьківщину. Після чого О'Колен приєднався до ще однієї організації місцевих націоналістів — «Ірландські добровольці» (ірл. Óglaigh na hÉireann), якою на той час керував Йон МакНейлл.
У 1916 році на Великдень з 24 по 30 квітня в Ірландії, що тоді була провінцією Великої Британії відбулося, так зване, «Великоднє повстання» (ірл. Éirí Amach na Cásca). Майк, як гарний організатор служби розвідки, користувався повагою серед республіканців і згодом був призначений фінансовим радником Джорджа Планкетта, який був батьком одного з керівників повстання — Джозефа Планкетта, чиїм ад'ютантом згодом було призначено О'Колена. Під час повстання Майкл разом з Патріком Генрі Мак Пірсом й іншими повстанцями знаходився у будівлі дублінського Генерального поштового управління. Однак, повстання зазнало програшу й усі його керівники підпали під смертну кару британської влади
Майка заарештували та помістили у валлійський Фронгоцький табір для інтернованих (англ. Frongoch internment campl), який знаходився у графстві Меріонетшир. Але вже у грудні того ж року ірландський революціонер підпав під загальну амністію. Повернувшись в Ірландію, Майк став членом Верховної Ради Ірландського Республіканського Братства. У лютому 1917 року, О'Колен став секретарем ірландської «Національної асоціації допомоги», яка була заснована спеціально для допомоги затриманим й убитим революціонерам Великоднього повстання.

### Дойл Ерен

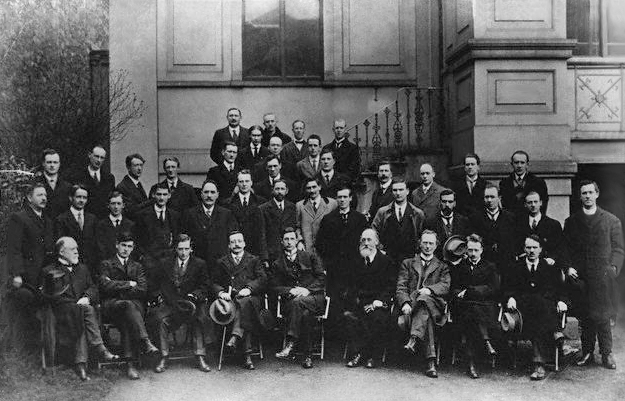
Члени першого скликання Дойл Ерен зверху вниз, зліва на право: Лоуренс Ґіннелл, Майкл О'Колен, Кахал Бру, Артур Ґріффіт, Еймон де Валера, Джордж Ноубол, граф Планкетт, Йон МакНейлл, Ліам Томас Мак Косгейр, Кевін Крістофер О'Гіґґінз, Ернан де Блад

У травні 1918 року відбулася акція «German Plot», яка мала за мету захоплення британської адміністрації Дублінського замку. Через цю акцію з боку англійців підвищилася кількість арештів, але Майку вдалося вислизнути. У 1918–1919 роках ірландські республіканці під керівництвом О'Колена налагодили створення підпільної газети, а також розбудову розвідувальної мережі та систему контрабанди зброї. Але тиск з боку офіційної влади Великої Британії продовжувався. Так, у жовтні 1918 року британський уряд оголосив про намір введення військового обов'язку в Ірландії.
У грудні 1918 року відбулися довибори у нижню палату британського парламенту — Палату громад (англ. House of Commons) у деяких районах Ірландії. Одним з представників партії Шинн Фейн (ірл. Sinn Féin), що виграла вибори у більшості округів став й Майкл О'Колен. Однак, ірландці відмовилися ставати членами Британського парламенту, заснувавши у той же час, у грудні 1918 року свій законодавчий орган у Дубліні «Дойл Ерен» (ірл. Dáil Éireann) і 21 січня 1919 року проголосили незалежність Ірландії (ірл. Forógra Neamhspleáchais na hÉireann).
О'Колен став першим міністром внутрішніх справ Ірландії, а після організації втечі з тюрми вибраного президента Еймона де Валера О'Колен був призначений міністром фінансів.

### Війна за незалежність
У день створення Дойл Ерену, 21 січня, двоє поліцейських загинули у засідці у графстві Тіпперері від рук місцевих ірландських добровольців. Цей факт став однією причин початку Війни за незалежність Ірландії. У лютому того ж року О'Колен допоміг де Валері звільнитися з Лінкольнської в'язниці (англ. Her Majesty Prison Lincoln). Під часів війни разом з іншим членом Ірландської республіканської армії, Кахалом Бру, Майкл організовував повстанські акції, які були справжніми бойовими операціями. Напади відбувалися на поліцейські казарми по всій країні. З 1919 року Майкла було оголошено у розшук британською владою. За нього, живого чи мертвого, британським урядом було призначено винагороду 10 тисяч фунтів стерлінгів, що дорівнює близько 2,5 мільйонів сучасних доларів США. Член республіканської армії був присутній на похованні своїх друзів, Пітера Кленсі, Конора Клуна і Діка МакКі, у кафедральному соборі й, навіть, був серед тих, хто ніс домовину. Потім він відкрито з'явився на цвинтарі і поклав вінки на могили.
До листопада наступного, 1920 року, партизанська війна все більш загострилася. Так, у в'язниці через голодування помер Лорд-мер Корка Трейс МакСвейні, а ще одного з республіканців Кевіна Баррі. У квітні того ж року на малій батьківщині О'Колена під командуванням лейтенанта Персиваля британцями було спалено будинок ірландського лідера.
У Дубліні ірландці зосередили увагу на знищенні ключової ланки британської розвідувальної служби. Майкл підібрав групу людей, відому під назвою «Бригада», для ліквідації членів підрозділу «G» Дублінської міської поліції (англ. Dublin Metropolitan Police), завданням якого був збір інформації для Британського керівництва. 21 листопада 1920 року члени «Бригади» О'Колена, зайшовши в один із готелів Дубліна, вбили чотирнадцять людей, включаючи одинадцятьох офіцерів британської розвідки, а також поранили ще декількох. У відповідь британські сили відкрили вогонь по мирних глядачах на стадіоні Кроук Парк. Цей день отримав назву Кривава неділя (ірл. Domhnach na Fola).

### Англо-ірландський договір

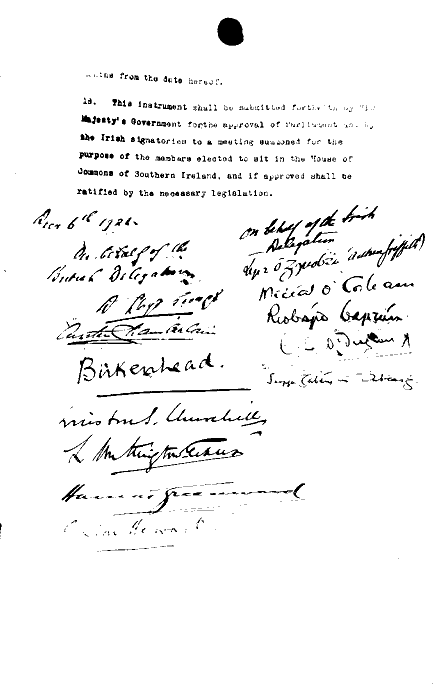
Остання сторінка Англо-ірландського договору із підписами сторін. Підпис О'Колена у правій колонці четвертий зверху.

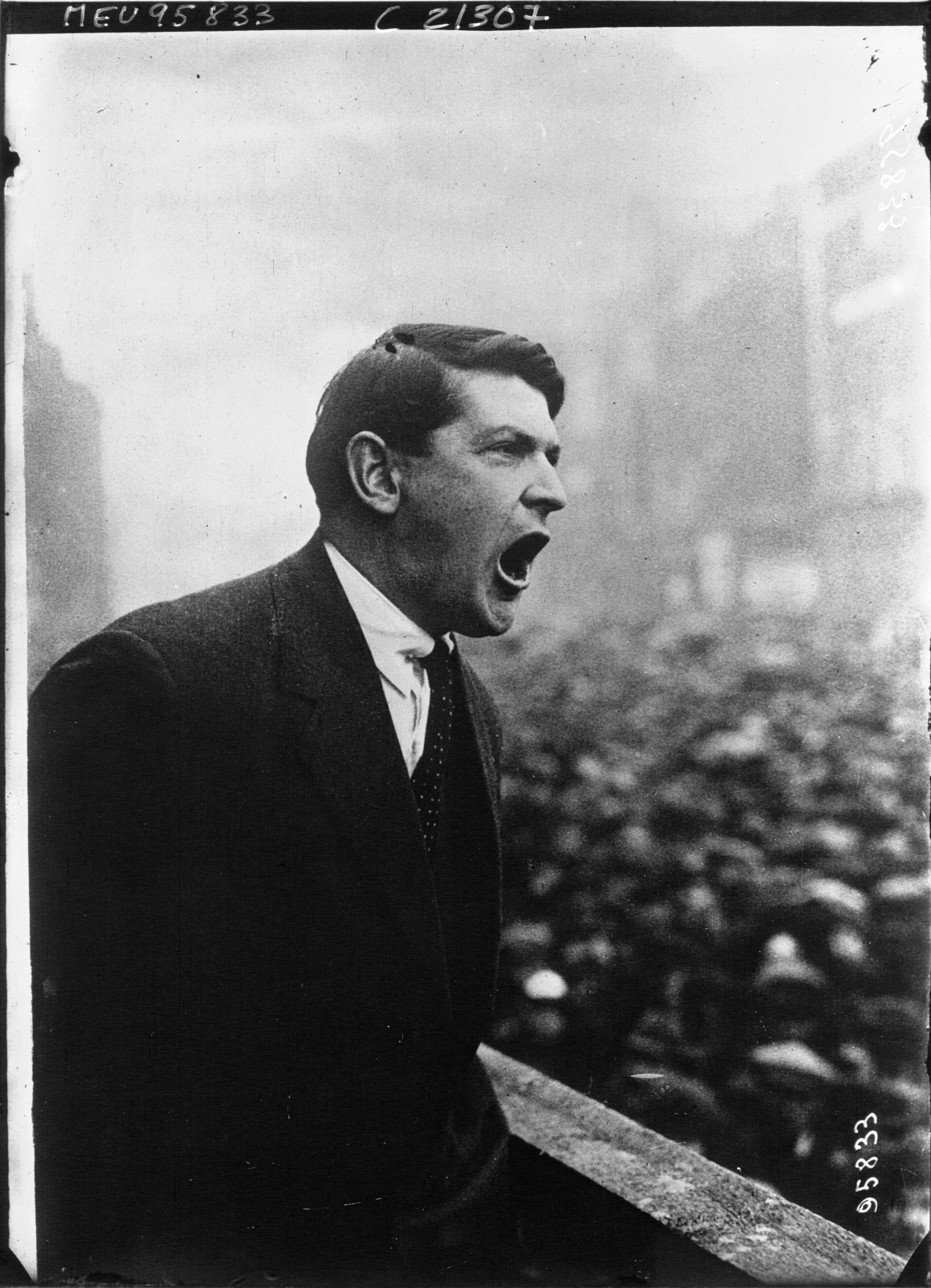
Майкл під час промови у Дубліні, 1922 рік.

У грудні 1920 року де Валера повернувся після 18-ти місячної поїздки у Сполучені Штати Америки. Він пропонував запровадити перемир'я між воюючими сторонами, але О'Колен був проти завершення партизанської війни. З січня по червень 1921 року війна тривала майже без змін. У цей час британська влада ввела комендантську годину в усіх ключових ірландських населених пунктах, а потім ввела воєнний стан. Війна тривала вже не один рік, тому між ірландською владою, яку очолював О'Колен і британською армією велися переговори про припинення вогню і впровадження мирного договору. 11 липня 1921 року між воюючими сторонами було досягнуто перемир'я, а вже 14 вересня О'Колен разом із віце-президентом Артуром Ґріффітом поїхали до Лондона для проведення мирних переговорів з британською владою. 10 жовтня офіційну ірландську делегацію було прийнято Прем'єр-міністром Великої Британії, Девідом Ллойдом Джорджем.
6 грудня 1921 року ірландська делегація, включаючи Майкла О'Колена, підписала Англо-ірландський договір. Як зазначають деякі історики, О'Колен розумів, що частина угоди щодо відділення Північної Ірландії не буде сприйнята на його батьківщині добре, тому підписуючи документ сказав: «Я щойно підписав свій смертний вирок». Відповідно до підписаної угоди шість графств Ольстера, зокрема Антрім, Арма, Даун, Лондондеррі, Тайрон і Фермана, залишалися під владою Великої Британії. Однак, на Півдні Ірландії було створено автономію, так звану, Ірландську Вільну державу (ірл. Saorstát Éireann, англ. Irish Free State), що формально залишалася у складі Британській Співдружності зі статусом домініону. Таке вирішення ситуації було сприйнято, як необхідний, але тимчасовий компроміс, який не прийняли радикальніші політики.
У середині січня 1922 року віконтом ФізАланом Дервента було передано у володіння ірландського воєначальника Дублінський замок, після чого було створено тимчасовий уряд в Ірландії. Ця угода розділила Шинн Фейн, та ірландський парламент, «Ерахтас» (ірл. Oireachtas). О'Колену, все ж вдалося вмовити членів парламенту у необхідності документа і вони ратифікували угоду у січні того ж року. Після численних дебатів 1922 року, парламент ратифікував цю угоду перевагою лише у 7 голосів. Пізніше договір було підтримано на всенародному референдумі. 14 січня вони ж призначили Тимчасовий уряд, а О'Колена було призначено головою.

### Громадянська війна та загибель
Однак, більшість керівників Ірландської Республіканської Армії негативно сприйняли цю угоду про перемир'я. До супротивників угоди приєдналися Еймон де Валера, Кахал Бру та кілька інших членів вищого керівництва визвольного руху. Діяльність нового уряду, очолюваного О'Коленом, підривалася противниками прем'єр-міністра. А у 1922 році розпочалася громадянська війна між противниками та прихильниками угоди. Зокрема, противники договору під час Битви за Дублін захопили Будівлю чотирьох судів. Після цього О'Колену довелося прийняти на себе командування Національної армії. Однак, лідери ірландської революції намагалися залагодити конфлікт. Так, 29 квітня, відбулася конференція, де узяли участь, окрім О'Колена, також Ґріффіт, де Валера та Бруха, але ця ініціатива не завершилася успішно.
Щоправда Майкл О'Колен і Еймон де Валера, все ж, намагалися закінчити Громадянську війну. Саме тому у ніч з 18 на 19 травня вони провели таємні переговори, а вже наступного дня було оголошено про пакт О'Колена—де Валери. 27 травня голова уряду Вільної держави вирушає до столиці Британської імперії для того, що б пояснити місцевим чиновникам підписаний між воюючими в ірландії сторонами пакт і представити проєкт нової ірландської конституції, але вже через два дні британці забракували проєкт. А 1 червня Ллойд Джордж виставив уряду Ірландської Вільної держави ультиматум, щодо поновлення військових дій проти противників англо-ірландського договору. Попри це вже 16 червня ірландським урядом було опубліковано конституцію та прийнято пакт О'Колена—де Валери. А через десять днів Секретар у справах колоній, Вінстон Черчилль виставив ультиматум керівництву Ірландії з вимогою покарати противників договору за захоплення будівлі чотирьох судів. 12 липня 1922 року Майк пішов з посади голови уряду й отримав звання командир-шеф (англ. Commander-in-chief) Армії Ірландської Вільної держави. Через місяць, 12 серпня, помер один з друзів воєначальника — Артур Ґріффіт. Вже 18 серпня О'Колен оголосив про припинення вогню.
20 серпня 1922 року керівник ірландської армії поїхав у столицю держави Дублін для проведення інспекційного рейду у південно-західному Манстері. Планувалося, що О'Колен відвідає спочатку Рос Крей, потім Ливняху, Малі і Корк. Однак, 22 серпня 1922 року під час рейду у Західному Корку по дорозі конвой заїхав у місто Ан Скібейрін, де вони зупинилися у готелі «Eldon» на обід. Однак, по дорозі у село Бел на Блет конвой потрапив у засідку. Замість того, щоб швидко минути небезпечну ділянку шляху, О'Колен наказав своїм підлеглим зупинитися та битися із супротивником. Впродовж перестрілки, що тривала 40 хвилин, Майкла О'Колена було застрелено приблизно о 7:45 вечора за місцевим часом.

## Спогади сучасників
Джон МакКормак у своїх спогадах характеризував Майкла О'Колена, так:

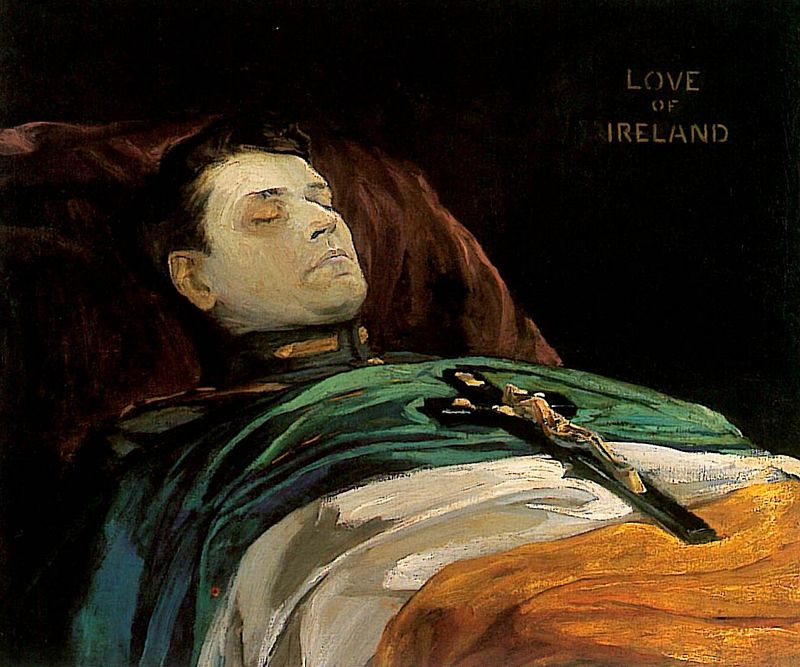
Картина Джон Ловері «Любов Ірландії» (Love of Ireland)

|                   | ..Він був людиною вкрай безжалісною, безстрашною, і хоч влада розшукувала його з 1919 року, він рідко маскувався, відкрито роз'їжджав по вулицях Дубліна, покладаючись на захист «Бригади» та розвідувальної мережі... |
| — Джон МакКормак, | |

## Вшанування пам'яті
На честь Майкла О'Колена у місті Клок на Кельт 2001 року було встановлено пам'ятник. Основними ініціаторами встановлення були Тім і Долорес Кровлі з «Центру Майкла Коллінза» й Тролах О'Доннабан з Клонакілтійського історичного товариства. Скульптором пам'ятника став Кевін Голланд, який збудував 7-ми метрову статую, яку було встановлено на площі Еммета.

### У культурі
1996 року вийшов фільм Майкл Коллінз режисера Ніла Джордана, присвячений ірландському революціонеру, головну роль у якому зіграв ірландський актор Ліам Нісон.